# Gerhard Bueß
Gerhard Fritz Bueß FRCS (* 10. April 1948 in Merklingen; † 30. Oktober 2010 in Herrsching am Ammersee) war ein deutscher Chirurg und Hochschullehrer.

## Werdegang
Bueß war der Sohn eines Daimler-Benz-Technikers und einer Lehrerin. Er besuchte zunächst das Johannes-Kepler-Gymnasium Weil der Stadt und wechselte dann auf das Albert-Schweitzer-Gymnasium (Leonberg). Mit dem Medizinstudium begann er an der Eberhard Karls Universität Tübingen, wechselte dann aber an die Ludwig-Maximilians-Universität München, wo er 1972 promoviert wurde. Danach arbeitete Bueß vom Mai 1973 als Assistenzarzt in Kipfenberg und Hausham. Von Juli 1974 bis Februar 1975 führten ihn Auslandsaufenthalte nach Nord-, Zentral- und Südamerika. Seine Approbation erhielt er Anfang 1975 in München. Von März 1975 bis Oktober 1975 arbeitete er im Kreiskrankenhaus Ebersberg. Im November 1975 wechselte er an die Uniklinik in Köln, wo er im August 1984 Facharzt für Chirurgie wurde. In Köln wurde Bueß auch habilitiert. Im Januar 1986 ging er an die Mainzer Uniklinik, wo er Oberarzt und Professor für Chirurgie wurde. Im Juli 1989 wurde er in Tübingen Professor für Chirurgie. Ab Juni 1994 leitete er dort auch die Forschungssektion für Minimal-invasive Chirurgie.
Gastprofessuren führten Bueß an die verschiedensten Universitäten, unter anderem an die Ruprecht-Karls-Universität Heidelberg, die University of Oxford, die George Washington University und die Mayo Clinic.
Bueß war verheiratet und hatte zwei Töchter aus erster Ehe sowie zwei Söhne aus zweiter Ehe. Er starb an Krebs.

## Werk
Bueß entwickelte neue Verfahren der endoskopischen Chirurgie, unter anderem 1984 die Transanale Endoskopische Mikrochirurgie.
Es war Autor beziehungsweise Co-Autor von sechs Textbüchern, 71 Artikeln in Fachbüchern und über 240 Peer-Review-Artikeln.

## Ehrungen
Bueß war der erste nicht-amerikanische Träger des Satava Awards für herausragende innovative medizinische Arbeit, den er 1998 überreicht bekam. Er war 1998 Präsident der Deutschen Gesellschaft für Endoskopie und Bildgebende Verfahren. 2006 war Bueß Präsident des Weltkongresses für Endoskopische Chirurgie in Berlin.

## Publikationen
- Peter Frieß, Andreas Fickers (Hrsg.): Gerhard Bueß und Udo Voges sprechen über die Schnittstelle Mensch-Maschine und die Perspektiven und Grenzen der Technisierung in der modernen Chirurgie (= TechnikDialog, Heft 18). Deutsches Museum / Lemmens, Bonn 2000, ISBN 3-932306-30-9.[8]